# کاظم آملی
کاظم آملی (زادهٔ ۱۳۰۴ – وفات ۲۰ مهر ماه ۱۳۹۹) پزشک و محقق ایرانی، متخصص ریه و پدر بیماری ریوی ایران بود.

## زندگی و تحصیل
به دلیل عزیمت پدر به خارج از ایران، کاظم آملی در سال ۱۳۰۴ در شهر نجف به دنیا آمد و در زمان کودکی به اتفاق خانواده اش به ایران بازگشتند. وی تحصیلات ابتدایی را در دبستان بصیرت و دوره متوسطه را در دبیرستان شریف واقع در شهر تهران گذراند. در سال ۱۳۲۴ به واسطه هوش و ذکاوت و پشتکار فراوان در کنکور سراسری نفر اول شد و وارد دانشکده پزشکی دانشگاه علوم پزشکی تهران شد. در سال ۱۳۳۰ دانشنامه پزشکی عمومی خود را در همین دانشگاه با درجه ممتاز، به اتمام رساند و فارغ‌التحصیل گشت. پس از ۷ سال تحقیق و تحصیل در کشور انگلستان، موفق به اخذ درجه فوق تخصص در رشته ریه از دانشگاه کاردیف گشت و از سال ۱۳۳۵ در دانشگاه تهران، به عنوان استاد در رشته داخلی ریه به کار تحقیق و تدریس پرداخته و خدمات شایان توجهی به جامعه پزشکی نموده‌است. دکتر کاضم آملی همچنین، مدتی نیز در دانشگاه کمبریج و دانشگاه ادینبرو به کار و تحقیق مشغول بود. وی فرزند محمدتقی آملی است. وی در ۲۰ مهرماه ۱۳۹۹ در سن ۹۵ سالگی درگذشت.

## سوابق علمی و تحقیقی و دست‌آوردها
- کسب رتبه استادیاری در سال ۱۳۳۱ از دانشگاه مشهد و ادامه فعالیت با همین رتبه در دانشگاه تهران
- کسب رتبه دانشیاری در سال ۱۳۴۸ از دانشگاه علوم پزشکی تهران
- کسب رتبه استادی در سال ۱۳۶۴ از دانشگاه علوم پزشکی تهران
- پزشک نمونه کشور در سال ۱۳۸۰
- عضویت در جامعه توراسیک انگلستان BTS از سال ۱۳۵۴
- عضویت در جامعه توراسیک آمریکا ATS از سال ۱۳۶۷
- عضویت در کالج آمریکایی ریه ACCP از سال ۱۳۶۷
- عضویت در کالج اروپایی ریه (سوئیس ERS) از سال ۱۳۷۰
- عضویت در جامعه سارکوئیدوز WASOG از سال ۱۳۶۷
- راه اندازی بخش ریه در بیمارستان امام خمینی
- شروع به انجام تست‌های فیزیولوژیک تنفسی از سال ۱۳۴۱ در ایران
- پیدا نمودن هیره "mites" به‌طور زنده در ایران و تعیین نوع آنها

## کتابشناسی
- کتاب نشانه‌شناسی دستگاه تنفس در سال ۱۳۵۲ و تجدید چاپ در سال ۱۳۷۶
- کتاب سل ریه در سال ۱۳۵۲